# Разин, Альберт Алексеевич
Альберт Алексеевич Разин (12 июня 1940, Кузюмово — 10 сентября 2019, Ижевск) — советский и российский удмуртский общественный и религиозный деятель  неоязыческой направленности, кандидат философских наук. 10 сентября 2019 года совершил акт самосожжения перед зданием парламента Удмуртии, протестуя против принятия законопроекта о добровольном изучении национальных языков малых народов, который мог бы привести к снижению числа носителей удмуртского языка.

## Биография
Родился 12 июня 1940 года в деревне Кузюмово Алнашского района Удмуртии. Есть брат-близнец Рево Алексеевич Разин. Мать — Разина Ирина Ивановна, умерла в 1989 году.
Окончил в 1962 году Удмуртский государственный педагогический институт по специальности «учитель химии и биологии». Был одним из создателей лаборатории национальных отношений Удмуртского государственного университета (УдГУ).
В 1996 году вступил во второй брак. Супруга — Юлия Разина (11 июля 1966 года рождения), писательница и поэтесса, кандидат филологических наук. Дочь — Софи Разина, 1993 года рождения.
Кандидат философских наук, тема диссертации — «Проблема формирования личности сельского труженика». Доцент.

## Общественная и религиозная деятельность
С начала 1990-х годов Разин стал видным деятелем движения удмуртского неоязычества, организовывал и участвовал в молениях в священных рощах, называл себя «шаманом древней традиции туно». Проводил реконструированные удмуртские языческие обряды в Козьем парке Ижевска с жертвоприношениями животных, для пропаганды неоязычества основал общество удмуртской культуры «Дэмэн». Призывал удмуртов вернуться к истокам своей языческой религии. Разин был активистом удмуртского движения «Удмурт Кенеш», выступал за обязательное изучение удмуртского языка детьми в школе и подготовил обращение к депутатам Госсовета УР под названием «Удмуртский этнос исчезает», призывая не допустить принятие законопроекта о добровольном изучении национальных языков, который мог бы привести к снижению числа носителей удмуртского языка.
Альберт Разин утверждал, что потеря национального языка и национальной культуры являются регрессом в общесоциологическом смысле, приводят к «эрозии, упрощению и примитивизации социальных связей, уплощению культуры, то есть к деградации человека». Выступал против ассимиляции народов России, опасаясь, что те будут говорить не на литературном русском языке, а на «примитивном канцелярском языке». Удмуртов считал «потомками арийских племён», чьи предки якобы построили Аркаим и даже упоминались Геродотом как аримаспы. Приписывал удмуртское происхождение основателю зороастризма жрецу Заратуштре и татарскому поэту Габдулле Тукаю, а также говорил о том, что предки удмуртов «создали уникальную цивилизацию», овладели земледелием, животноводством и обработкой металлов, «торговали с Китаем, Индией, Персией».

## Самосожжение
10 сентября 2019 года с 8 часов 30 минут в Ижевске Альберт Разин стоял в одиночном пикете перед зданием Государственного Совета Удмуртской Республики, протестуя против исчезновения удмуртского языка. Разин держал в руках два плаката на русском языке. Один из плакатов был с цитатой дагестанского поэта Расула Гамзатова: «И если завтра мой язык исчезнет, то я готов сегодня умереть!». На втором было написано: «Есть ли у меня Отечество?». Рядом с ним на площади перед Госсоветом находились активисты и единомышленники, которые должны были фотографировать и освещать намеченное самоубийство в СМИ и социальных сетях. Активисты раздавали шедшим на сессию депутатам местного парламента листовки с текстом «Удмуртский этнос исчезает. В ваших силах спасти его!».
В 9 часов 45 минут Разин облил себя бензином и устроил акт самосожжения. Альберт Разин получил ожоги более 90 % тела, был госпитализирован в тяжёлом состоянии в ожоговое отделение Первой республиканской клинической больницы. В 14 часов 20 минут Разин скончался в реанимации.
11 сентября 2019 года следственные органы Удмуртии возбудили уголовное дело в связи с суицидом по статье 110 УК РФ (доведение до самоубийства).
Смерть Разина стала потрясением для общественно-политических деятелей Удмуртии, которые назвали невосполнимой утратой смерть Разина как человека, внёсшего вклад в развитие удмуртского языка и удмуртской культуры и отстаивавшего интересы удмуртского народа. Соболезнования выразили глава Удмуртии Александр Бречалов, руководитель удмуртского движения «Удмурт Кенеш» и депутат Госсовета Удмуртии Татьяна Ишматова, министр национальной политики Удмуртии Лариса Буранова и многие другие. В связи с трагедией сессия Госсовета Удмуртии была перенесена на 24 сентября. Соболезнования выразили также член Совета при Президенте РФ по развитию гражданского общества и правам человека и президентского Совета по межнациональным отношениям Александр Брод, назвав «попытку Альберта Разина сжечь себя спланированной провокацией», и член президиума Совета при президенте России по межнациональным отношениям Владимир Зорин, которые призвали дождаться завершения расследования инцидента правоохранительными органами.
Самосожжение Альберта Разина те, кто в России занимается реконструкцией языческих верований, в том числе и финно-угорского язычества, называют ритуалом типшар, который во многом характерен для чувашей, но также встречается и среди финно‑угорских народов Поволжья.
12 сентября 2019 года в 12 часов в Государственном национальном театре Удмуртской Республики прошла церемония прощания. Согласно предсмертной записке Альберта Разина его тело было кремировано в Екатеринбурге, а 14 сентября прах был развеян на его родине, в деревне Кузюмово.

## Награды и звания
- Заслуженный деятель науки Удмуртской Республики
- Лауреат премии имени Трокая Борисова
- Почётный гражданин Алнашского района